# Hahn-Immobilien-Beteiligungs AG
Die Hahn-Immobilien-Beteiligungs AG ist das Holdingunternehmen der Hahn-Gruppe mit Sitz in Bergisch Gladbach.

## Geschichte
Das Unternehmen wurde 1982 in Köln gegründet. Im Jahr 1990 wurde die Hahn-Immobilien-Beteiligungs AG eingetragen. 1993 lag das Investitionsvolumen über 500 Millionen Euro. 1994 wurde der Unternehmenssitz nach Bergisch Gladbach verlegt. Im Jahr 1997 betrug das Investitionsvolumen bereits über 1 Milliarde Euro. 2002 führte Hahn die Holding-Organisation ein. In den Jahren 2004 und 2005 wurden die Bereiche Co-Investment sowie Asset-Management ausgebaut. Im Oktober 2006 erfolgte der Börsengang. 2008 wurde gemeinsam mit der LRI Invest S.A. der Luxemburger Spezialfonds Hahn FCP-FIS German Retail Fund mit einem Zielinvestitionsvolumen von 750 Millionen Euro aufgelegt. Im Jahr 2012 wurde eine Unternehmensanleihe mit einem Volumen von 20 Millionen Euro an der Börse Düsseldorf platziert. Im April 2014 erhielt die Tochtergesellschaft DeWert Deutsche Wertinvestmentgesellschaft die beantragte BaFin-Lizenz als unabhängige Kapitalverwaltungsgesellschaft. Diese verfügt seit 2016 auch über die Erlaubnis zur Auflage und zum Vertrieb von geschlossenen Publikums- und Spezial-AIFs sowie offenen inländischen Spezial-AIFs.
Am 18. Februar 2015 endete die Börsenzulassung des Unternehmens auf eigenen Antrag.

## Beschreibung
Die Gesellschaft ist ein Asset- und Investment-Manager. Zum Leistungsspektrum der Hahn-Gruppe zählen umfangreiche Managementleistungen, die den gesamten Lebenszyklus und alle Wertschöpfungsstufen eines langfristigen Immobilien-Investments abdecken. Der Fokus liegt auf versorgungsorientierten Handelsimmobilien und Mixed-Use-Immobilien. Die immobiliennahen Dienstleistungen reichen vom An- und Verkauf über die Vermietung und Verwaltung bis hin zur Revitalisierung und Neuentwicklung von Handelsimmobilien. Die kapitalmarktnahen Dienstleistungen beinhalten die Konzeption, Strukturierung und Vermarktung von immobilienbasierten Fonds- und Anlageprodukten sowie das Fonds-Management und die Anlegerbetreuung. Der Investor Hahn-Gruppe beteiligt sich an aufgelegten Immobilienfonds und Joint-Venture-Portfolios, um Zusatzerträge zu realisieren und die Interessenskongruenz mit den Anlegern zu steigern.
Die Gruppe hat seit ihrer Gründung bis zum 31. Dezember 2023 über 190 Immobilienfonds aufgelegt. Die Tochtergesellschaft DeWert Deutsche Wertinvestment GmbH fungiert dabei als die Kapitalverwaltungsgesellschaft des Konzerns. Sie betreut rund 3.500 private und institutionelle Anleger und Investoren. Für die Platzierung der Immobilienfonds im Privatkundengeschäft sind ausgewählte Vertriebspartner verantwortlich. Ergänzend betätigt sich die Hahn-Gruppe als Immobilien Manager für Drittvermögen. Das verwaltete Immobilienvermögen liegt bei über 7 Mrd. Euro.

## Konzernstruktur
Unter dem Dach der Holding sind drei operative Tochtergesellschaften angesiedelt, die DeWert Deutsche Wertinvestment GmbH, die Hahn Fonds und Asset Management GmbH sowie die Retail Management Expertise Asset & Property Management GmbH. Daneben existieren weitere, nicht operativ tätige Tochtergesellschaften. Insbesondere zählen dazu die Hahn Beteiligungsholding GmbH sowie die Hahn Beteiligungsholding II GmbH, jeweils mit Sitz in Bergisch Gladbach.
Die am 26. Juni 2013 neu gegründete Tochtergesellschaft DeWert Deutsche Wertinvestment GmbH, mit Sitz in Bergisch Gladbach, verantwortet die Konzeption und den Vertrieb von Alternativen Investmentfonds in der Form von inländisch geschlossenen Publikums- und Spezial-AIFs. Die Gesellschaft ist darüber hinaus für das Portfolio-Management und das Risiko-Management von Investmentvermögen zuständig. Die DeWert hat im April 2014 von der Bundesanstalt für Finanzdienstleistungsaufsicht die Erlaubnis zum Betreiben einer Kapitalverwaltungsgesellschaft (KVG) gemäß §§ 18, 20 und 22 KAGB erteilt bekommen.  Mit Schreiben vom 26. Februar 2016 wurde der DeWert durch die BaFin die Erlaubnis für die Tätigkeit als AIF Kapitalverwaltungsgesellschaft auch für offene inländische Spezial-AIF mit festen Anlagebedingungen erteilt.
Die Tochtergesellschaft Hahn Fonds und Asset Management GmbH, mit Sitz in Bergisch Gladbach, bündelt die Immobilien-Management-Aktivitäten der Hahn-Gruppe, die für die verwalteten Immobilienfonds erbracht werden. Dazu zählen die Akquisition, das Asset Management, die Projektentwicklung sowie das Property Management. Die Wertschöpfungskette wird durch die auf Center- und Property-Management spezialisierte Tochtergesellschaft Retail Management Expertise Asset & Property Management GmbH, mit Sitz in Oberhausen, abgerundet. Diese erbringt im Wesentlichen vom Investmentfondsgeschäft der Hahn-Gruppe unabhängige Dienstleistungen für Dritte (Stand: 31. Dezember 2023).

## Aktionärsstruktur
Das Grundkapital der Hahn-Immobilien-Beteiligungs AG liegt bei 13.001.430 Euro bzw. 13.001.430 Aktien. Michael Hahn und Familie halten direkt bzw. indirekt über die Hahn-Holding GmbH insgesamt 66,3 Prozent der ausstehenden Aktien. Weitere 25,5 Prozent des Grundkapitals werden gemäß der veröffentlichten Stimmrechtsmitteilungen von den Aktionären Felicitas Hamm, geborene Loh, und Götzen Vermögensverwaltung GbR über einen Poolvertrag gehalten. Der Vorstandsvorsitzende Thomas Kuhlmann hält 7,0 Prozent der Aktien. Der weitere Streubesitz entspricht 1,5 Prozent der ausstehenden Aktien (Stand: 31. Dezember 2023).